# St. Emmeram (Sammenheim)

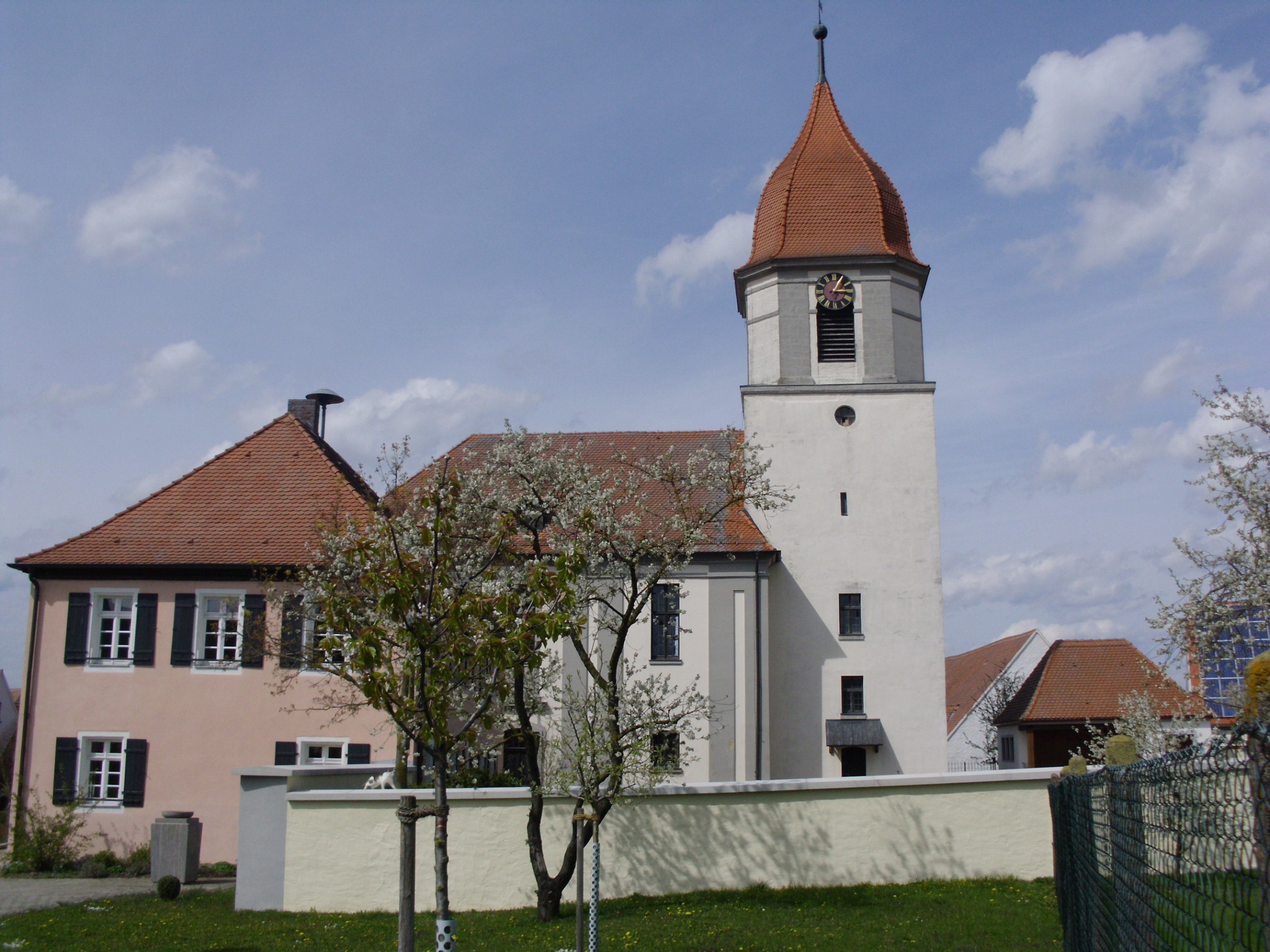
Emmeramkirche

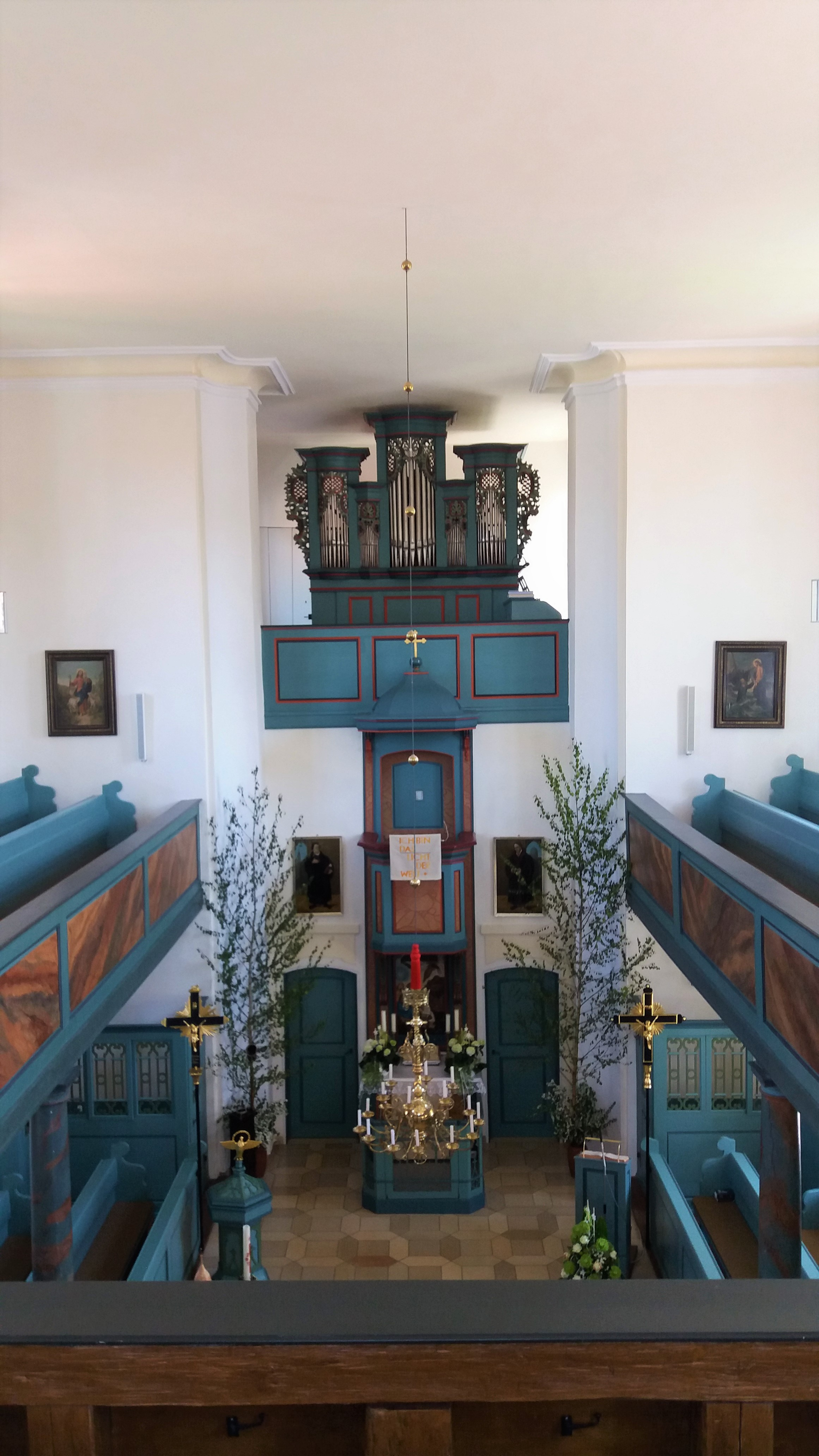
Markgrafenkirche von der Empore aus gesehen

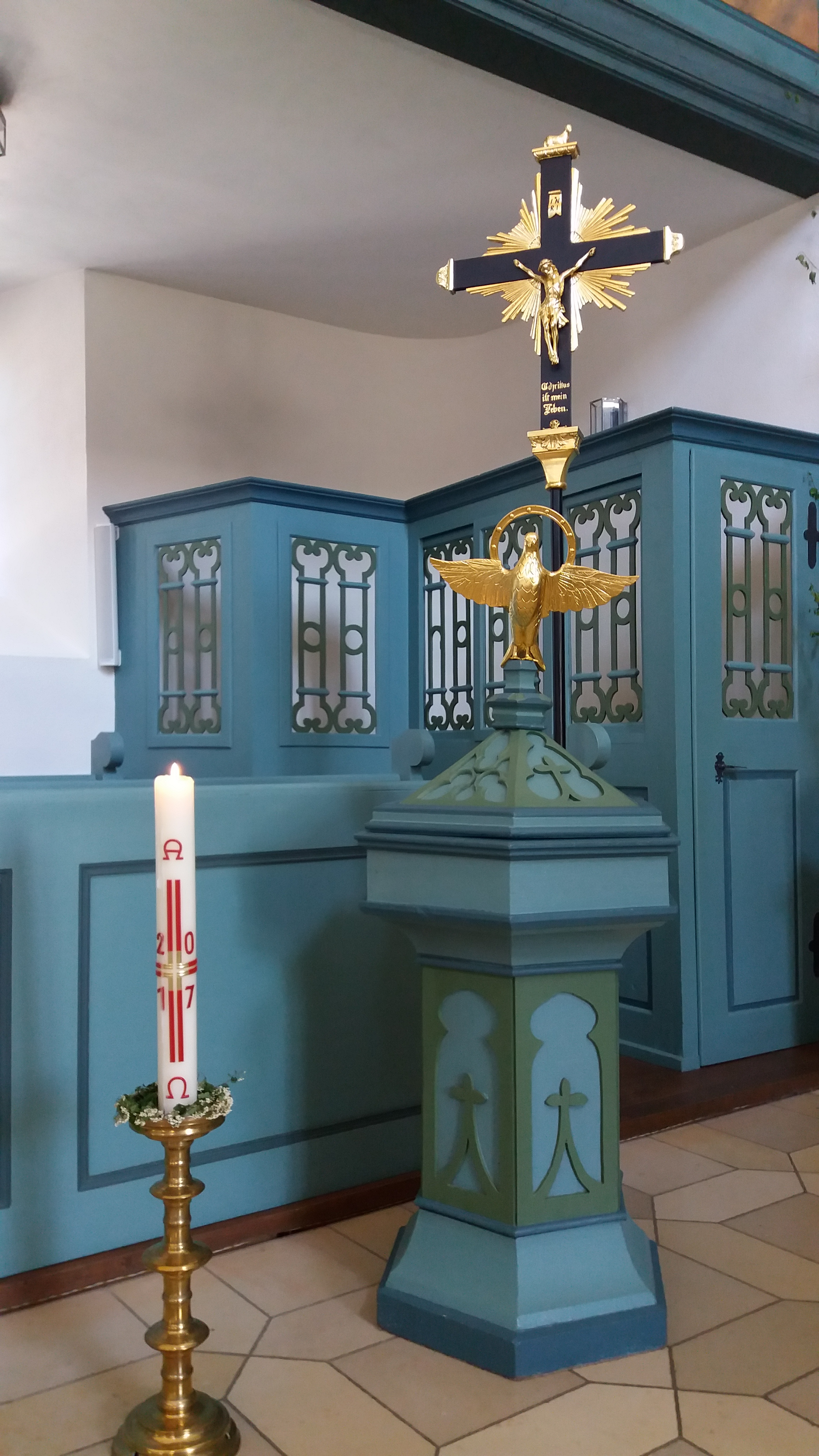
Taufstein, Vortragskreuz und abgetrennter Sitzbereich für die ehem. Pfarrfamilien

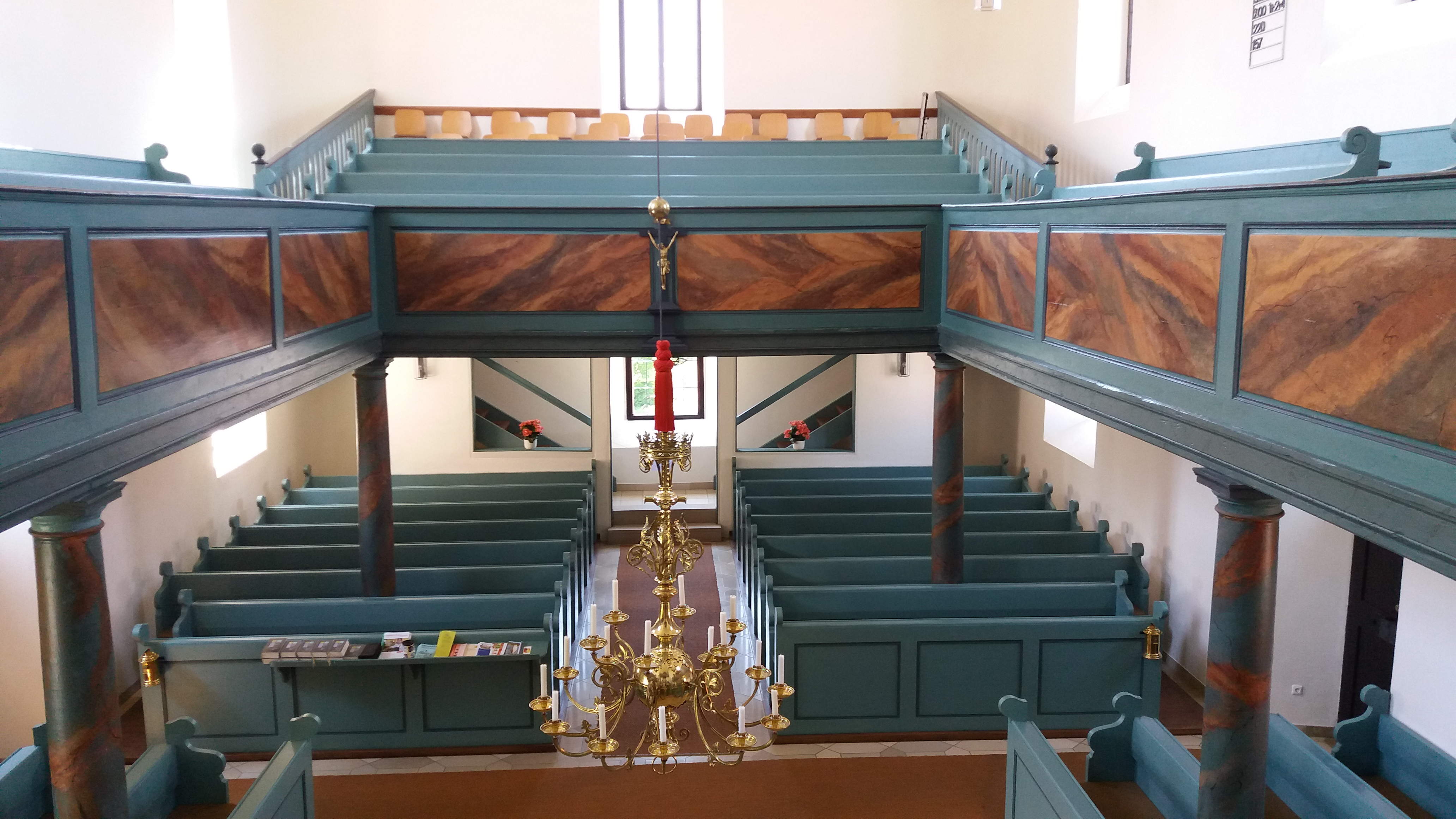
Blick in den Kirchenraum – Richtung Westen

Die St.-Emmeram-Kirche ist eine evangelisch-lutherische Kirche in Sammenheim, einem Gemeindeteil der Gemeinde Dittenheim im mittelfränkischen Landkreis Weißenburg-Gunzenhausen. Die dem hl. Emmeram von Regensburg geweihte Kirche gehört zum Evangelisch-Lutherischen Dekanat Heidenheim und ist unter der Denkmalnummer D-5-77-122-14 als Baudenkmal in die Bayerische Denkmalliste eingetragen. Die postalische Adresse lautet Sammenheim 24a. Die Kirche befindet sich am Rande des Ortes auf einer Höhe von 457 Metern über NHN. Die Chorturmkirche wurde im Markgrafenstil von Johann David Steingruber von 1756 bis 1762 errichtet. Der Turm trägt eine Kuppelhaube und wurde 1762 erbaut.

## Geschichte der Pfarrei

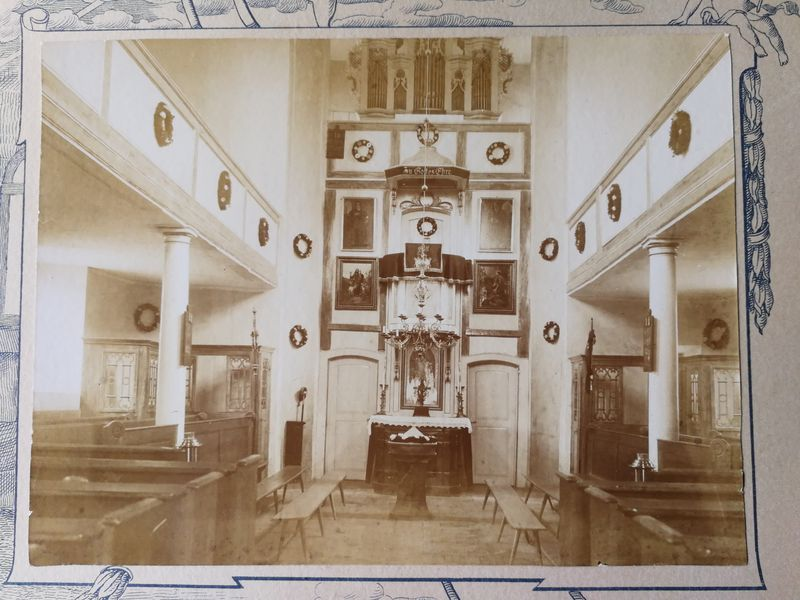
Innenansicht der Sammenheimer Kirche um 1900

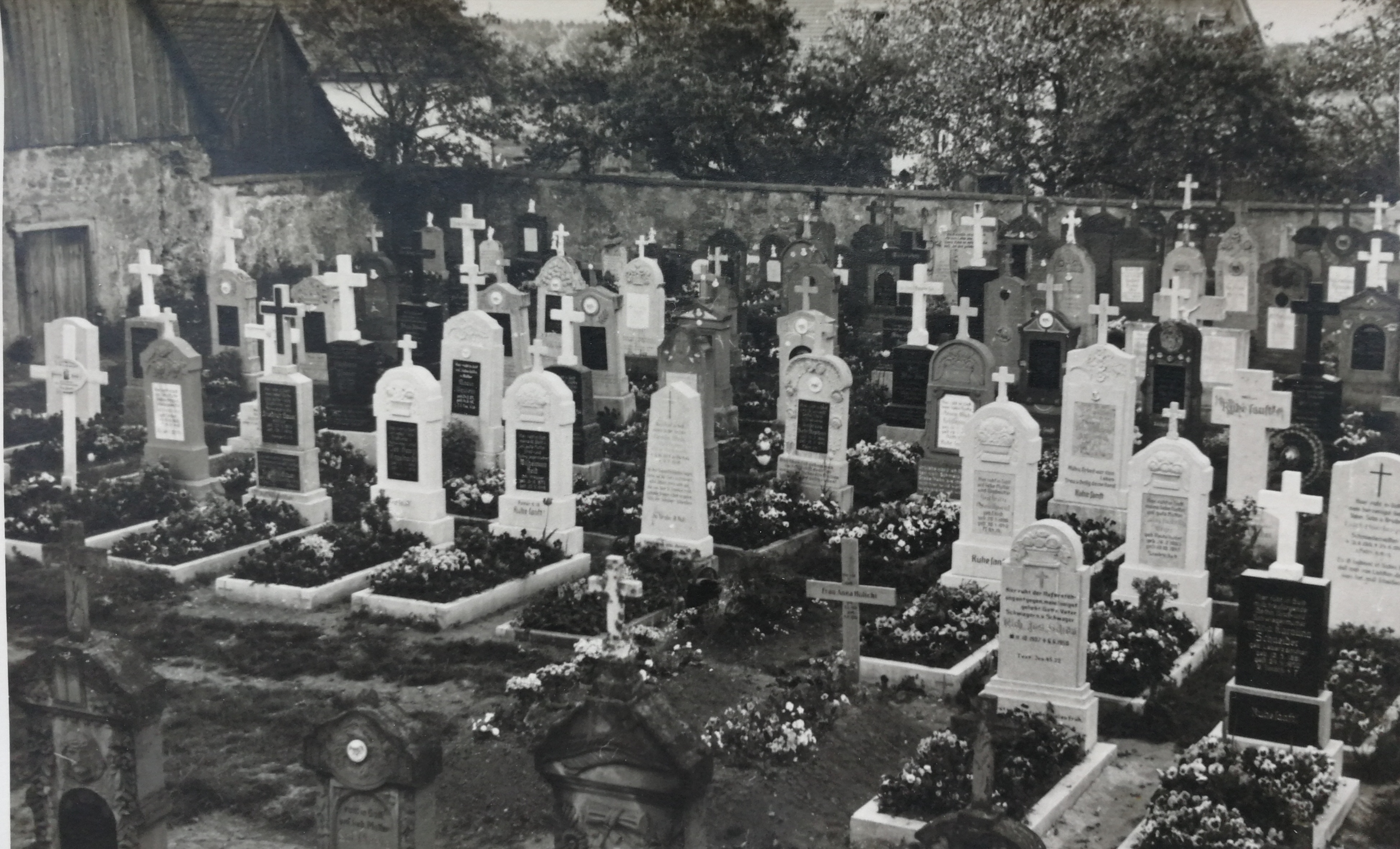
Historische Aufnahme des Friedhofs in Sammenheim, Mai 1951

Bereits am 23. März 1274 hat Papst Gregor X. die Pfarrei Sammenheim dem Kloster Heidenheim eingefügt. In einer Abschrift der Urkunde wurde diese vom Wülzburger Abt Wilhelm am Urbanstag (=25. Mai) 1449 beglaubigt. Somit war der Heidenheimer Abt der eigentliche Pfarrer. Er ließ die Pfarrei von Mönchen oder Weltpriestern versehen.

### Einführung der Reformation
In einem Bericht vom 25. August 1528 heißt es, dass Pfarrer Nikolaus Goppelt (Gopold?) „evangelisch predigt“. Er stammte aus Nördlingen und hatte an den Universitäten Freiburg, Basel, Wittenberg und Leipzig studiert. Im Sommersemester 1513, in dem er in Wittenberg war, hatte er wohl Martin Luther als Professor erlebt. Wann er zum Priester geweiht wurde und ob er nach dem Studium gleich nach Sammenheim kam, ist nicht bekannt. 1535 wurde er Unterkaplan in Gunzenhausen. Auf Pfarrer Goppelt folgte 1535 Simon Zimmermann, ein ehemaliger Heidenheimer Mönch. Er wechselte im selben Jahr nach Kurzenaltheim. Auf ihn folgte Heinrich Haffner, ebenfalls ein ehemaliger Heidenheimer Mönch, der 1535 in Heidenheim geheiratet hat und bis 1569 in Sammenheim wirkte.

#### Pfarrbeschreibung Sammenheim von 1912

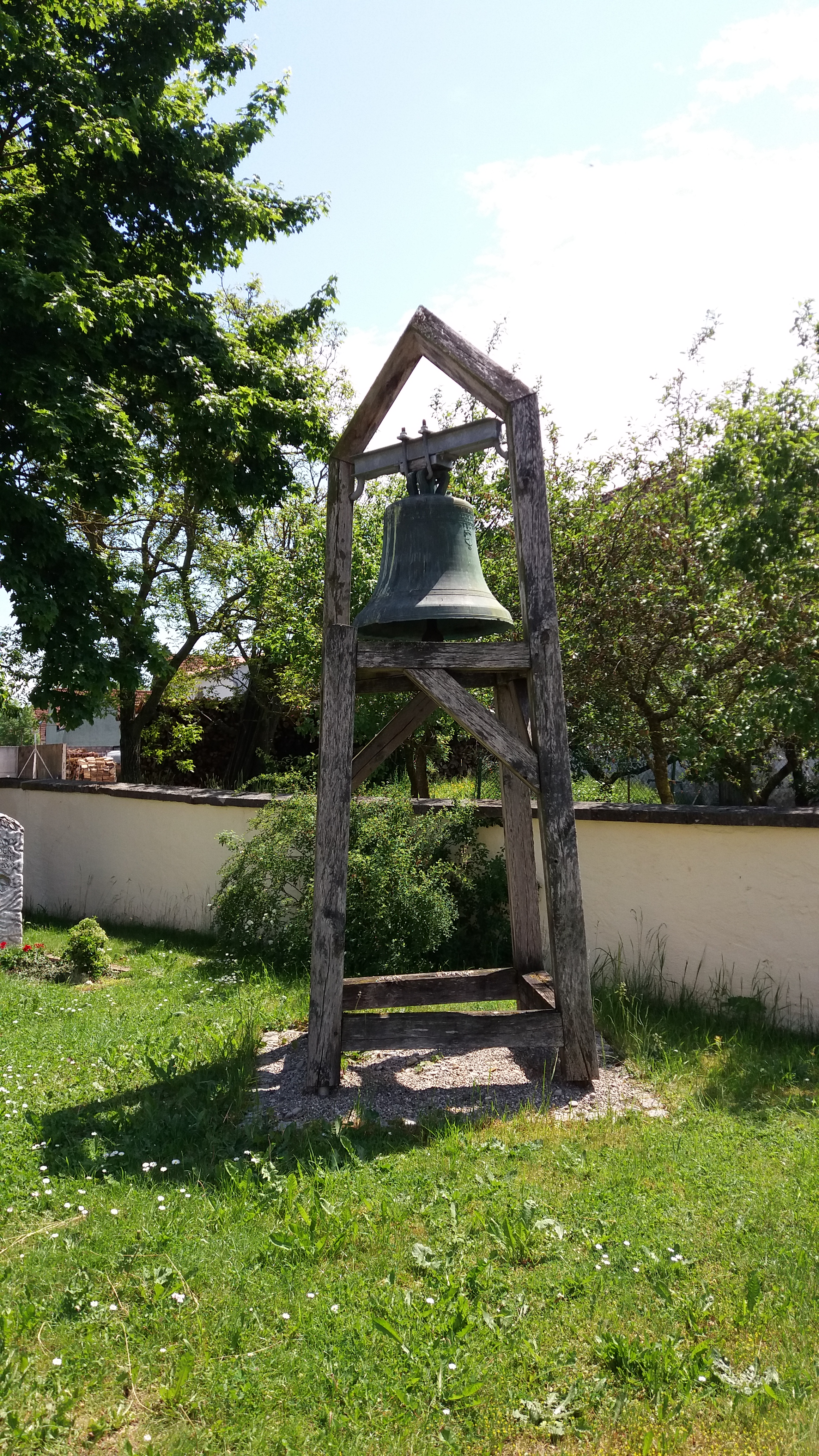
Ehemalige 11-Uhr-Glocke

Wann die erste Kirche hier erbaut worden ist und wo sie stand, ist nicht mehr nachweisbar. Wahrscheinlich stand sie nicht an dem gegenwärtigen Orte, sondern in dem zu Hausnummer 52 (heute Nummer 37) gehörigen Garten; denn der Besitzer dieses Hauses heißt noch heute „der Kirchbauer“ und die Anhöhe „der Kirchbuck“. Auch seinem heutigen Umfang und seiner heutigen Gestaltung nach war der Platz zu einer Kirche nebst Friedhof geeignet.
An der vor der gegenwärtigen Kirche bestandenen Kirche befand sich an der Altartafel, auf welcher die drei Heiligen St. Wolfgang, St. Emmeram und St. Leonhard abgebildet waren, unter der Figur des St. Emmeram die Jahrzahl 1202. Wenn diese Zeitangabe auch wohl nur auf diese Altartafel bezogen werden kann, so ergibt sich doch daraus, dass diese ihre erste Aufstellung in einer schon im Jahre 1202 stehenden Kirche gefunden hatte.
In der Kirche, welche vor der gegenwärtigen Kirche gestanden ist, und zwar bereits an dem jetzigen Standort, stand vorne im Chor an der Stelle, wo in katholischer Zeit das Sakramentshäuslein gestanden ist, links vom Altar die Jahrzahl 1494. Es darf wohl mit größter Wahrscheinlichkeit angenommen werden, dass dies das Jahr ihrer Erbauung ist.
Da im Jahr 1589 zu der Kirchenuhr der „Nachschlag“ vom hiesigen Gemeindeschmied Leonhard Huter um 27 Gulden „aufgerichtet“ wurde, so muss die Uhr selbst schon in früherer Zeit angebracht worden sein.
Weder beim Abbruch der alten Kirche, noch bei Grundsteinlegung oder bei Fertigstellung der neuen Kirche wurde eine kirchliche Feier gehalten: „nicht eine Silbe wurde bei – culto publico (öffentliche Feier) – gehört, kein Gebet, keine … predigt“. Pfarrer Frobenius hat das bei seiner ersten Kirchweihpredigt, die er dahier hielt, auf convenable Art eingebracht und nachgeholt.
Im Jahr darauf, am 10. Mai 1762 wurde der alte Turm abzubrechen angefangen. Da hielt Pfarrer Frobenius einen außerordentlichen Gottesdienst. Man sang: In allen meinen Taten. Die Predigt über Genesis (1. Mose, 11,1) dauerte über eine Stunde. Der Turm wurde im Oktober 1762 fertiggestellt, am 29. September wurden die Maurer fertig, am 8. Oktober die Zimmerleute, am 30. Oktober der Turmdecker.

## Glocken
Im Turm der Kirche hängen vier Glocken. Die größte Glocke (12-Uhr-Glocke, Friedensglocke bzw. Sterbeglocke mit Schlagton a1) wurde um 1500 gegossen und trägt die lateinische Aufschrift Ave Maria, gratia plena, Dominus tecum. Vermutlich stammt sie aus der Gießhütte der Familie Glockengießer aus Nürnberg.
Die zweitgrößte Gebetglocke, die 11-Uhr-Glocke, wurde 1999 mit dem Ton c2 gegossen. Es wurde eine Kreuzigungsgruppe und die Inschrift aufgebracht: WIR DANKEN DIR, HERR JESU CHRIST, DASS DU FÜR UNS GESTORBEN BIST.
Die drittgrößte Taufglocke (Ton d2) wurde 1780 von Johann Ernst Lösch gegossen.
Die kleinste Glocke, die Auferstehungsglocke, mit Ton f2 wurde 1999 gegossen. Das Bild des Auferstandenen ziert sie. Die Inschrift lautet: ICH BIN BEI EUCH ALLE TAGE BIS AN DER WELT ENDE.
Gebet- und Auferstehungsglocke wurden im September 1999 von der Glockengießerei Bachert in Heilbronn gegossen, am 23. Oktober 1999 am Ortseingang eingeholt und zur Kirche gebracht und am Reformationsfest, den 31. Oktober 1999, geweiht und das Gesamtgeläute wieder in den Dienst gestellt.
Im Friedhof hat seit November 2000 die alte 11-Uhr-Glocke (Gebetglocke mit Ton b1) des ehemaligen dreistimmigen Geläutes einen Platz. Die Inschrift lautet: ZU FREUD UND AUCH ZU LEID LASS SCHALLEN MEIN GELEUT *JOH*CON*FISCHER PF(arrer)*NICOLAUS UND ALEXANDER ARNOLDT HABEN MICH GEGOSSEN ANNO *1*7*15.
Während des Zweiten Weltkrieges wurde diese Glocke zusammen mit der 12-Uhr-Glocke zum Hamburger Glockenfriedhof transportiert. Die kleine Taufglocke blieb im Turm. Es fanden im Jahr 1947 die beiden Glocken über den Umweg von Ingolstadt den Weg nach Sammenheim zurück. Am 11. April 1999 erschall das letzte Mal das altgewohnte dreistimmige Geläute.

## Orgel

### Geschichte
Bei der Erstanschaffung der Orgel im Jahr 1696 trat eine ablehnende Haltung des Consistoriums zutage:
Was gestalten auff dem Land anietzo fast ein jedes Dorff nach einer Orgel trachtet, wodurch aber nicht nur viel geldt, welches doch weit beßer und nützlicher auff die Schulmeister und deren schlechte Besoldungen / umb damit taugliche Leuthe zu der Jugend großen Vortheil her bey schaffen, und unterhalten zu können / oder auch zu eyfferung der Kirchen selbsten … aufzuwenden seyn möchte …, sondern auch dem Gesang schädlich wäre, weil der Schulmeister beim Spielen ihn nicht mehr von seinem Pult aus dirigieren und beobachten könne. Es ordnete daher an, daß erst eine Genehmigung einzuholen sei.
Nikolaus Prescher (1669–1712), Nördlingen, baute 1696 eine neue Orgel mit einem Manual und wahrscheinlich acht Register. Die Kosten für den Leihkauf beliefen sich auf 88 Gulden und 2 … . Sie wurde am 3. Adventssonntag 1696 eingeweiht. Im Jahr 1698 wurde ein Akkord mit dem Maler Jacob Brenner aus Wallerstein zur Fassung der Orgel geschlossen. Die Flügeltüren wurden mit König David samt Harfe und Asaf bemalt. Das Instrument wurde von Caspar Moritz Nößler (1724–1777), Heilsbronn, 1764 in Zahlung genommen und nach Dürrnbuch verkauft, wo es nach einer Reparatur seinen neuen Aufstellungsort fand; das Gehäuse ist dort erhalten. Im selben Jahr erfolgte wohl ein Neubau durch Nößler. Der Bestand umfasste 1873 zwölf Register. Aufgrund des mangelhaften Zustands erfolgte 1890 ein Umbau durch eine unbekannte Firma, die einen freistehenden Spieltisch einbaute.
Das jetzige Orgelwerk wurde im Jahr 1937 von der Firma Steinmeyer aus Oettingen in Bayern gebaut und verfügt über 13 Register auf zwei Manualen mit Pedal und insgesamt 818 Pfeifen. Die Spiel- und Registertraktur ist in Form einer pneumatischen Taschenlade gebaut. Der reich verzierte fünfteilige Orgelprospekt mit drei Rundtürmen und Spitzfeldern im Rokoko-Stil stammt aus der Erbauungszeit der Kirche und wurde 1764 vom „Hochfürstlichen Onolzbachischen Hoff- und Landorgelmacher“ Caspar Moritz Nößler geschaffen.

### Disposition
Die Disposition der Steinmeyer-Orgel von 1937, Opus 1643, lautet wie folgt:
| I Manual C–g3 |     |
| Quintade      | 16′ |
| Koppelflöte   | 8′  |
| Praestant     | 4′  |
| Mixtur III    | 1′  |

| II Manual C–g3   |    |
| Lieblich Gedackt | 8′ |
| Salicional       | 8′ |
| Nachthorn        | 4′ |
| Waldflöte        | 2′ |
| Oktävlein        | 1′ |
| Sesquialtera II  |    |
| Tremulant        |    |

| Pedal C–f1 |     |
| Subbaß     | 16′ |
| Oktavbaß   | 8′  |
| Pommerbass | 4′  |

- Koppeln: II/I, I/P, II/P
- Spielhilfe: Tutti-Tritt

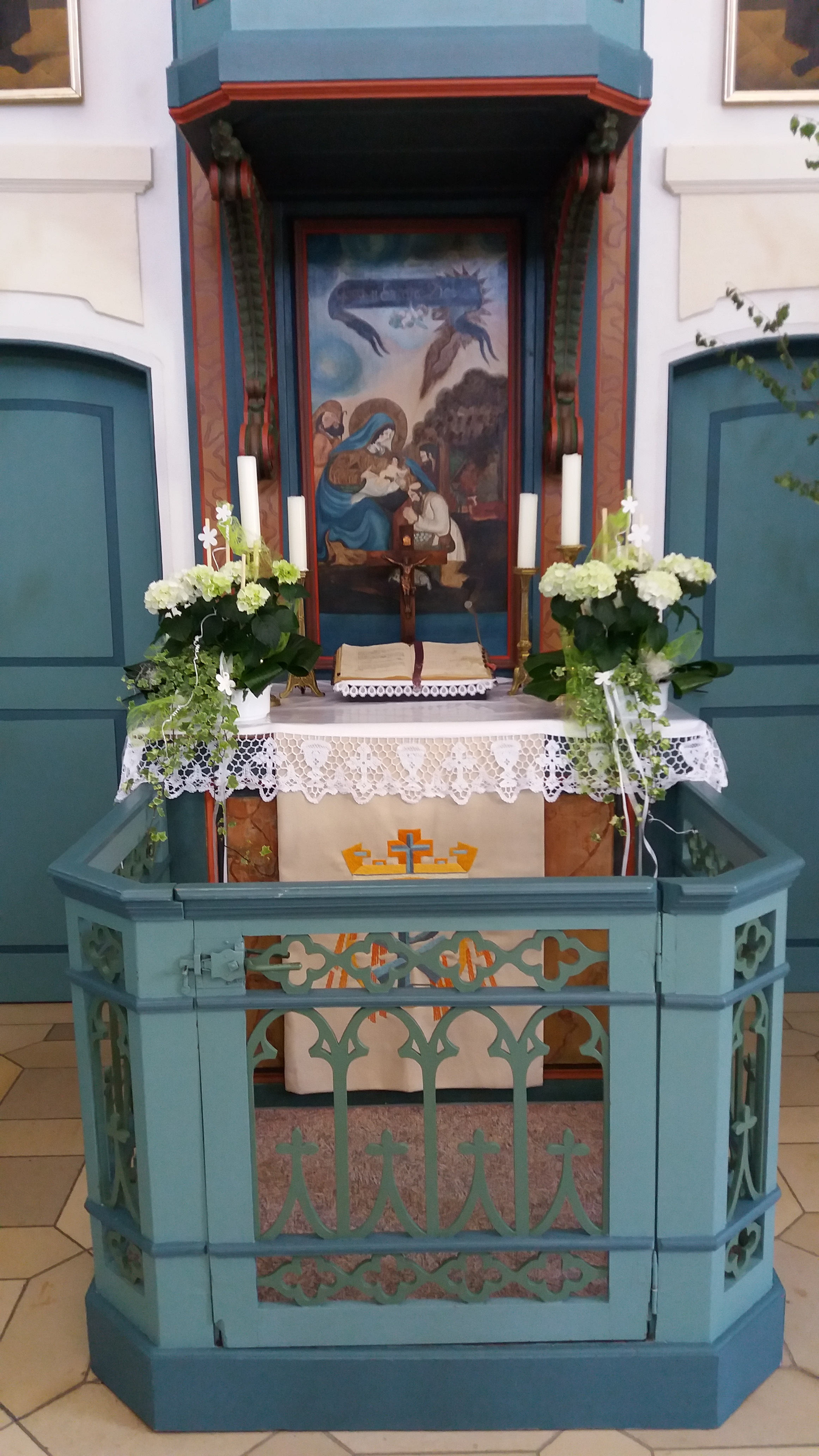
Altarbereich und -bild Die Geburt Christi
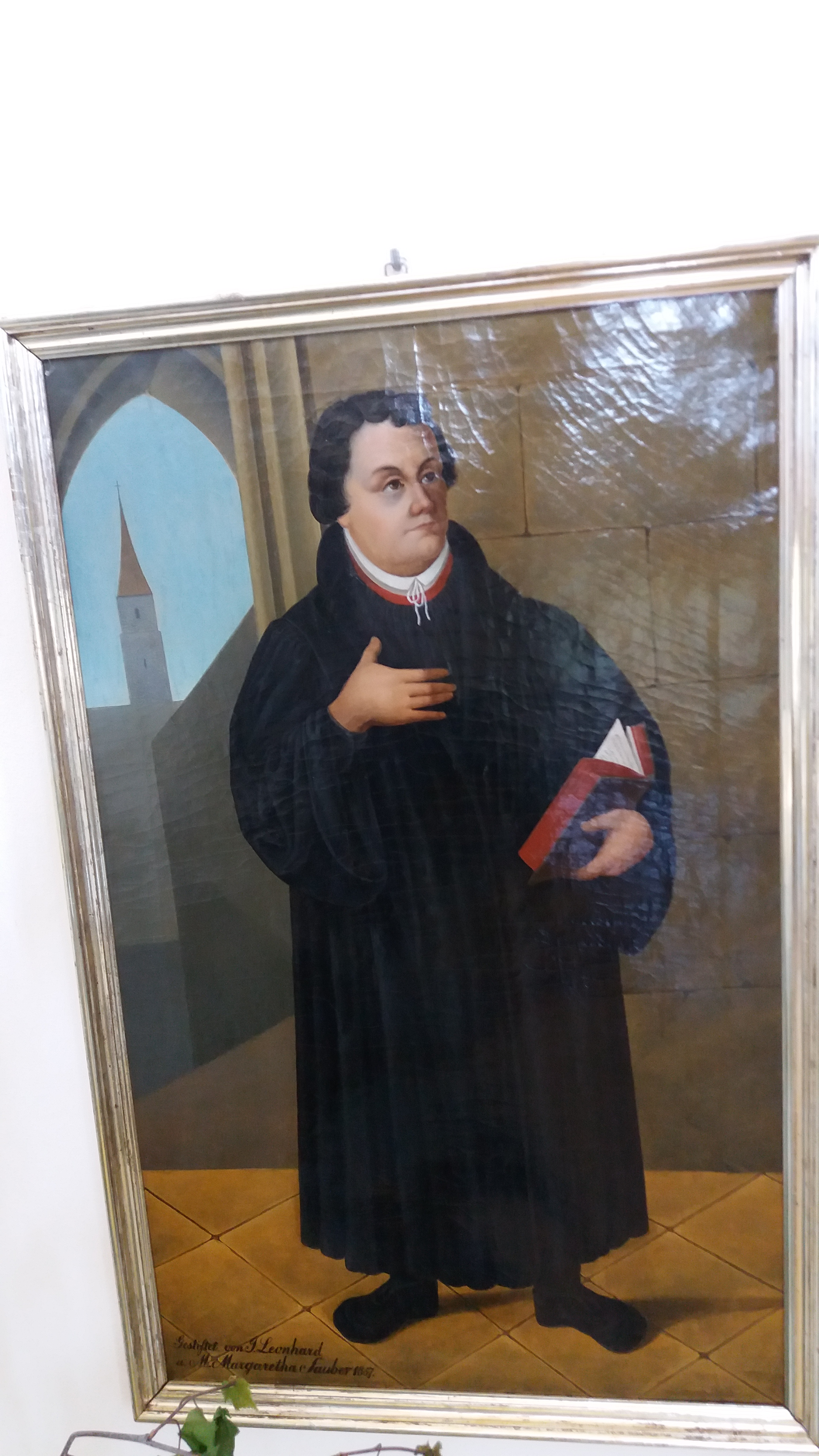
Martin Luther, gestiftet von Leonhard und Margaretha Sauber 1857
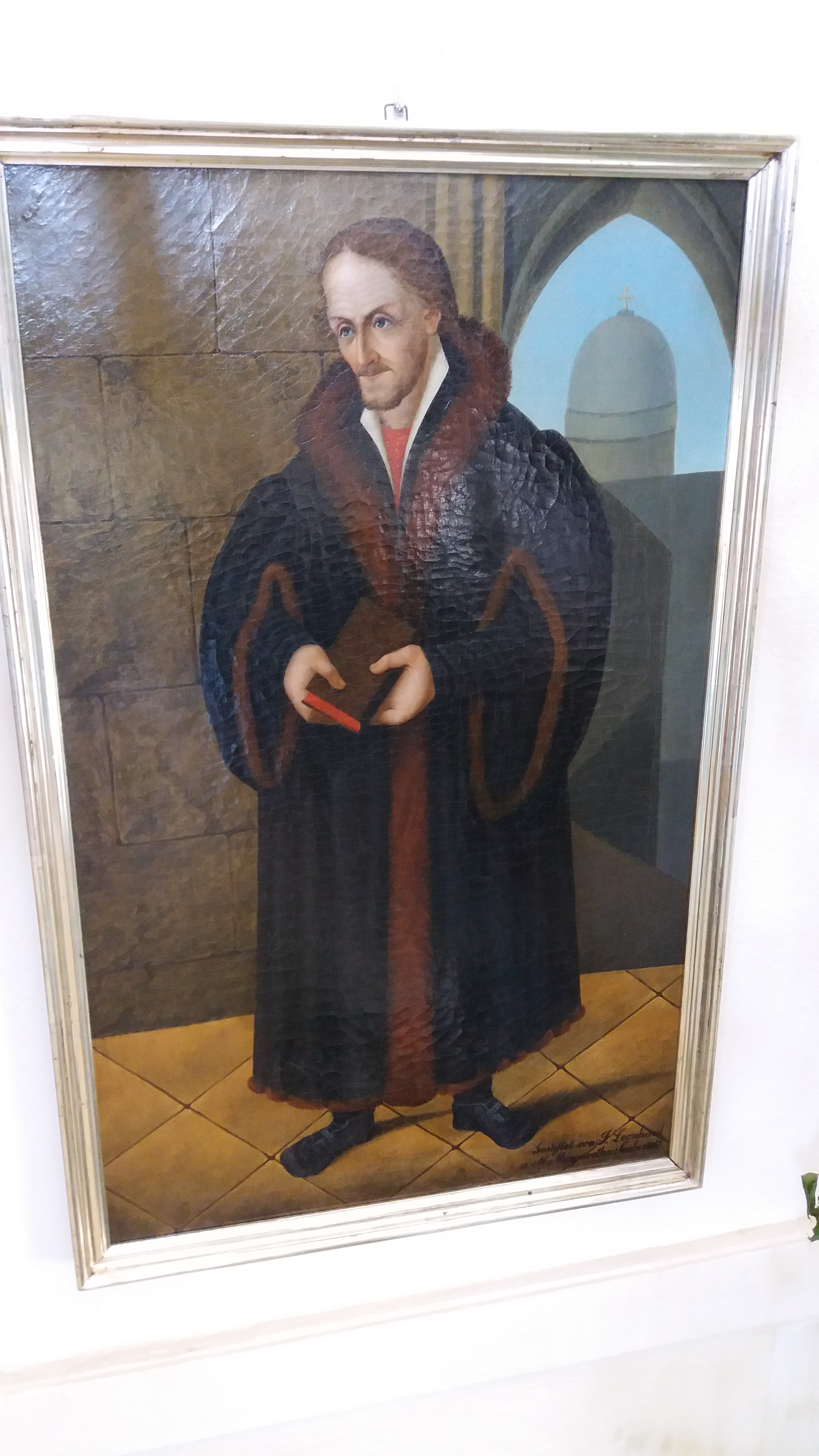
Philipp Melanchthon, gestiftet von Leonhard und Margaretha Sauber 1857
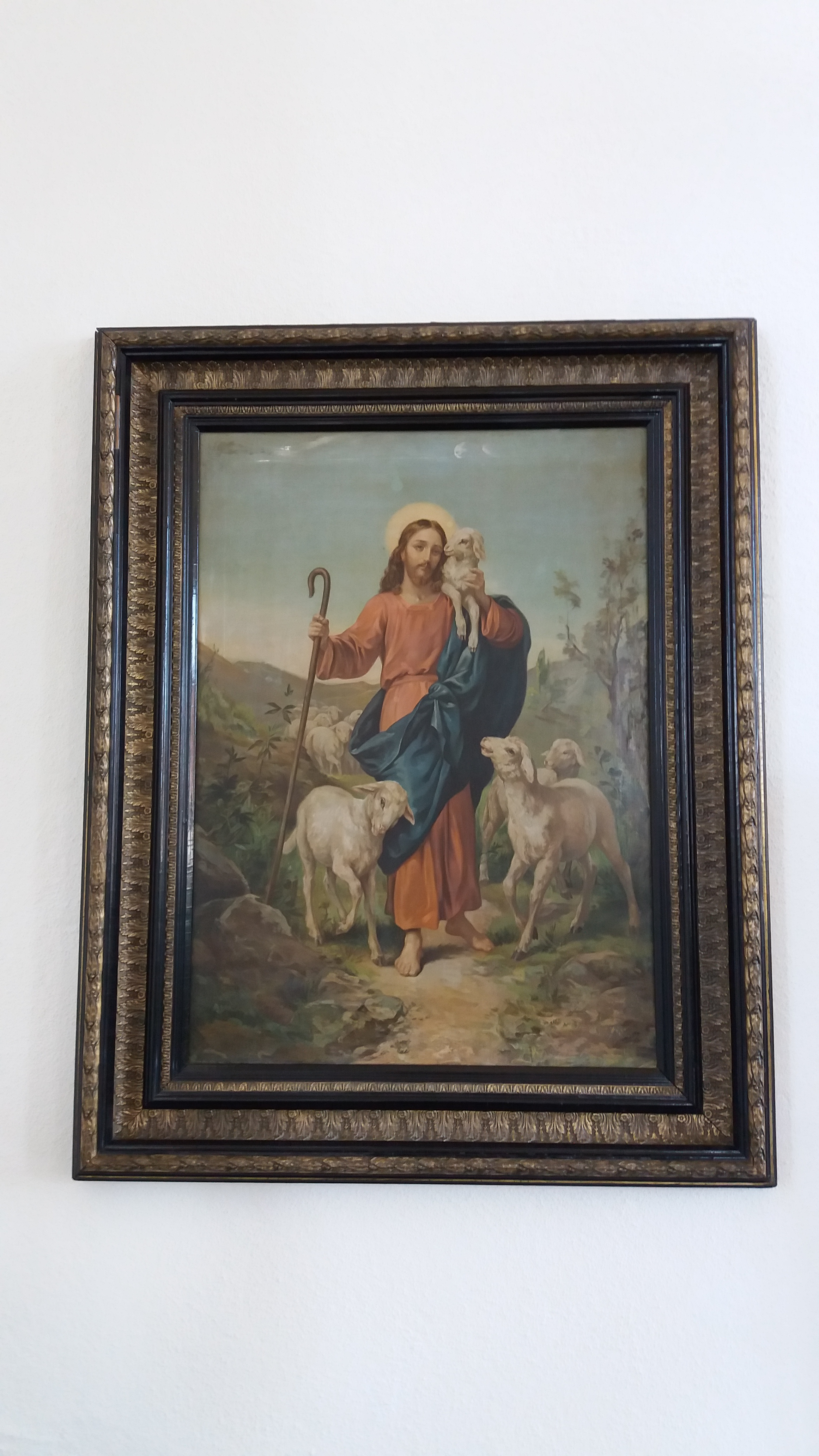
Der gute Hirte
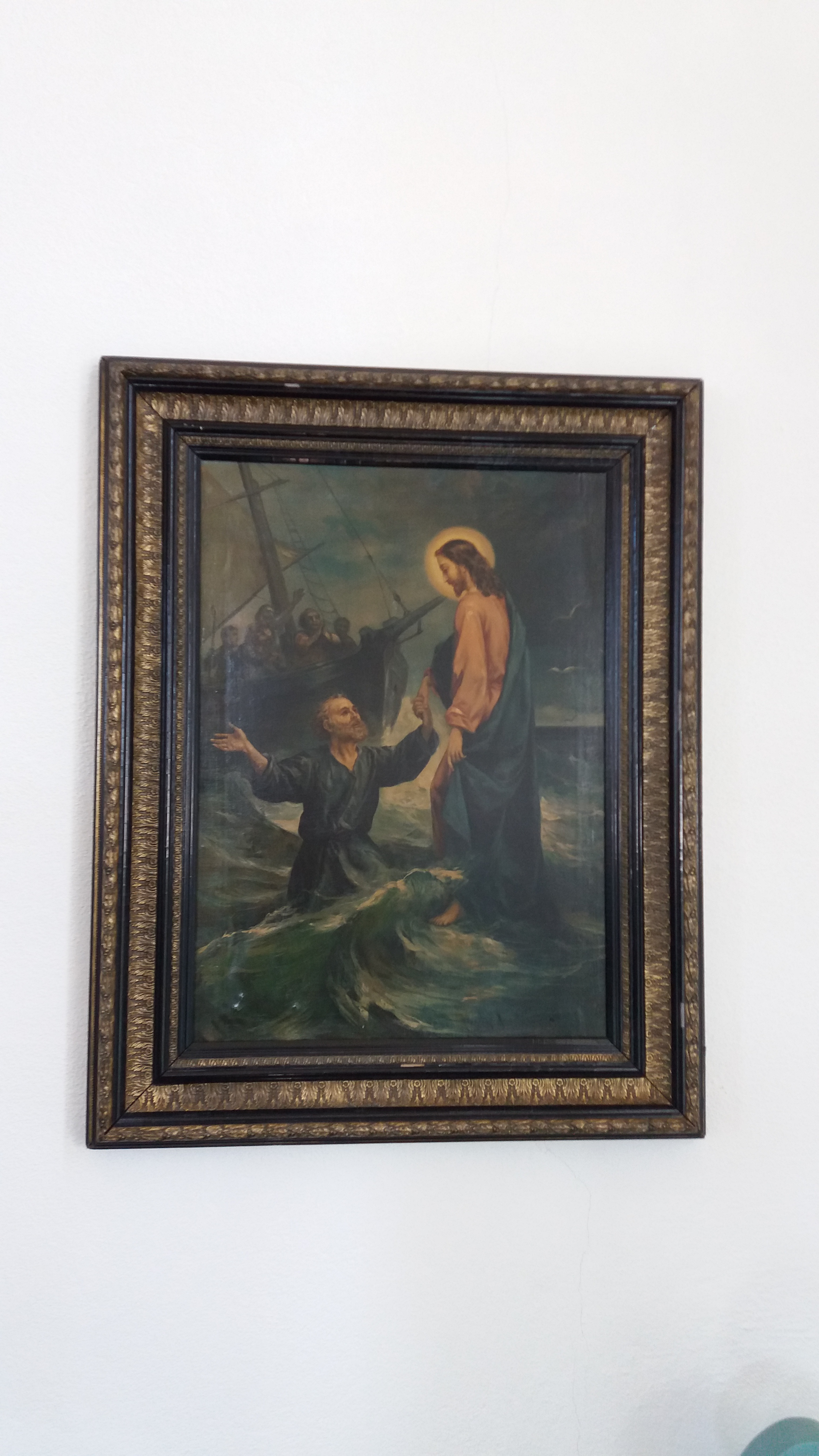
Jesus und der sinkende Petrus auf dem Meer